# The 100 Most Influential Books Ever Written
The 100 Most Influential Books Ever Written (Els 100 llibres més influents que s’han escrit mai) és un llibre escrit per Martin Seymour-Smith on cita els cent llibres que han tingut més repercussió en la història de les idees. El llibre va esdevenir una supervenda des de la seva publicació el 1998, especialment a l'àmbit anglosaxó. Tot i això, la llista té un biaix occidental i anglosaxó i ignorar quasi totes les publicacions fora d'aquest àmbit.

## Llista
S'inclou aquí la llista de les 100 obres per ordre cronològic:
1. Yijing
2. Antic Testament
3. Ilíada i L'Odissea, d'Homer
4. Upanixad
5. Daodejing
6. Avesta
7. Analectes, de Confuci
8. Història de la guerra del Peloponès, de Tucídides
9. Les obres completes d'Hipòcrates
10. La República, de Plató
11. Les obres completes d'Aristòtil
12. Històries, d'Heròdot
13. Elements, d'Euclides
14. Dhammapada
15. Eneida, de Virgili
16. De rerum natura, de Lucreci
17. Les obres de Filó d'Alexandria
18. Nou Testament
19. Vides paral·leles
20. Annals, de Tàcit
21. Evangeli de la Veritat, de Valentí
22. Meditacions, de Marc Aureli
23. Esbós de l'Escepticisme pirronià, de Sext Empíric
24. Ennèades, de Plotí
25. Confessions, d'Agustí d'Hipona
26. Alcorà
27. Guia de perplexos, de Maimònides
28. Els escrits de la Càbala
29. Summa Theologica, de Tomàs d'Aquino
30. La Divina Comèdia, de Dante Alighieri
31. Encomium moriae, d'Erasme de Rotterdam
32. El príncep, de Nicolau Maquiavel
33. Preludi en el captiveri babilònic de l'Església, de Martí Luter
34. Gargantua i Pantagruel de François Rabelais
35. La institució de la religió cristiana, de Joan Calví
36. De Revolutionibus Orbium Coelestium, de Nicolau Copèrnic
37. Assaigs, de Michel de Montaigne
38. Don Quixot de La Manxa, de Miguel de Cervantes Saavedra
39. Harmonices Mundi, de Johannes Kepler
40. Novum Organum, de Francis Bacon
41. First Folio (recull de les obres de William Shakespeare)
42. Dialogo sopra i due massimi sistemi del mondo tolemaico e copernicano, de Galileo Galilei
43. Discurs del mètode, de René Descartes
44. Leviatan, de Thomas Hobbes
45. Obres completes de Gottfried Wilhelm Leibniz
46. Pensées, de Blaise Pascal
47. L'Ètica demostrada segons l'ordre geomètric, de Baruch Spinoza
48. Pilgrim's Progress, de John Bunyan
49. Philosophiae Naturalis Principia Mathematica, d'Isaac Newton
50. Assaig sobre l'enteniment humà, de John Locke
51. Tractat sobre els principis del coneixement humà, de George Berkeley
52. Scienza nuova, de Giambattista Vico
53. Tractat sobre la naturalesa humana, de David Hume
54. Encyclopédie, de Denis Diderot
55. A Dictionary of the English Language, de Samuel Johnson
56. Càndid o l'optimisme, de Voltaire
57. Common sense, de Thomas Paine
58. La riquesa de les nacions d'Adam Smith
59. The History of the Decline and Fall of the Roman Empire, d'Edward Gibbon
60. Crítica de la raó pura, d'Immanuel Kant
61. Confessions, de Jean-Jacques Rousseau
62. Reflections on the Revolution in France, d'Edmund Burke
63. Vindicació dels drets de la dona, de Mary Wollstonecraft
64. An Enquiry Concerning Political Justice, de William Godwin
65. An Essay on the Principle of Population, de Thomas Malthus
66. Fenomenologia de l'esperit, de George Wilhelm Friedrich Hegel
67. El món com a voluntat i representació, d'Arthur Schopenhauer
68. Curs de filosofia positiva, d'Auguste Comte
69. De la guerra, de Karl von Clausewitz
70. O l'un o l'altre, de Søren Kierkegaard
71. Manifest Comunista, de Karl Marx i Friedrich Engels
72. La desobediència civil, de Henry David Thoreau
73. L'origen de les espècies, de Charles Robert Darwin
74. Sobre la llibertat, de John Stuart Mill
75. Primers principis, de Herbert Spencer
76. Experiments d'hibridació en plantes, de Gregor Mendel
77. Guerra i pau, de Lev Tolstoi
78. Treatise on Electricity and Magnetism, de James Clerk Maxwell
79. Així parlà Zaratustra, de Friedrich Wilhelm Nietzsche
80. La interpretació dels somnis, de Sigmund Freud
81. Pragmatisme, de William James
82. Teoria de la relativitat, d'Albert Einstein
83. Trattato di sociologia generale, de Vilfredo Pareto
84. Tipus psicològics, de Carl Gustav Jung
85. Jo i Tu, de Martin Buber
86. El procés, de Franz Kafka
87. Logik der Forschung, de Karl Popper
88. Teoria general de l'ocupació, de l'interès i de la moneda, de John Maynard Keynes
89. L'être et le néant, de Jean-Paul Sartre
90. Camí de servitud, de Friedrich August von Hayek
91. El segon sexe, de Simone de Beauvoir
92. Cibernètica, de Norbert Wiener
93. 1984, de George Orwell
94. Obres completes de Georges Gurdjieff
95. Investigacions filosòfiques, de Ludwig Wittgenstein
96. Estructures sintàctiques, de Noam Chomsky
97. L'estructura de les revolucions científiques, de Thomas Kuhn
98. The feminine Mystique, de Betty Friedan
99. Cites del President Mao, de Mao Zedong (llibre vermell)
100. Beyond Freedom and Dignity, de Burrhus Frederic Skinner